# Mary Wyndham
Mary Constance Wyndham, contessa di Wemyss e March (Londra, 3 agosto 1862 – 29 aprile 1937), è stata una nobildonna inglese.

## Biografia
Mary nacque nella residenza di famiglia a Belgrave Square. Era la figlia di Percy Scawen Wyndham, e di sua moglie, Madeline Campbell. Suo nonno paterno era George Wyndham, I barone Leconfield. Suo nonno materno era Sir Guy Campbell, I baronetto. Era una pronipote del rivoluzionario irlandese Lord Edward FitzGerald, figlio di James FitzGerald, I duca di Leinster. La sua bisnonna, Emily Lennox, duchessa di Leinster, era una delle sorelle Lennox e una figlia di Charles Lennox, II duca di Richmond.
Lei e i suoi fratelli e i loro consorti erano membri di The Souls, un gruppo della società inglese d'élite. La sua vita è stata raccontata in maniera dettagliata nel libro The Wild Wyndhams di Claudia Renton.

## Matrimonio
Sposò, il 9 agosto 1883, Hugo Charteris, Lord Elcho (25 agosto 1857-12 luglio 1937), figlio di Francis Charteris, X conte di Wemyss. Ebbero sette figli:
- Hugo Francis Charteris, Lord Elcho (28 dicembre 1884-23 aprile 1916)[7], sposò Lady Violet Catherine Manners, ebbero due figli;
- Guy Lawrence Charteris (23 maggio 1886-21 settembre 1967), sposò in prime nozze Frances Lucy Tennant, ebbero quattro figli, e in seconde nozze, Violet Porter, non ebbero figli;
- Lady Cynthia Mary Evelyn Charteris (27 settembre 1887-31 marzo 1960), sposò Herbert Asquith, ebbero tre figli;
- Colin Charteris Charteris (1 giugno 1889-27 dicembre 1892);
- Lady Mary Pamela Madeline Sibell Charteris (24 ottobre 1895-1991), sposò Algernon Walter Strickland, ebbero tre figli;
- Yvo Alan Charteris (6 ottobre 1896-17 ottobre 1915);
- Lady Irene Corona Charteris (31 maggio 1902-1989), sposò Ivor Windsor-Clive, II conte di Plymouth, ebbero sei figli.

## Ascendenza
|                                     |                |                              | Genitori                             |  |  | Nonni |  |  | Bisnonni                                      |  |  | Trisnonni                             |  |
|                                     |                |                              |                                      |  |  |       |  |  | George O'Brien Wyndham, III conte di Egremont |  |  | Charles Wyndham, II conte di Egremont |  |
|                                     |                |                              |                                      |  |  |       |  |  | George O'Brien Wyndham, III conte di Egremont |  |  | Charles Wyndham, II conte di Egremont |  |
|                                     |                | Alicia Maria Carpenter       |                                      |  |  |       |  |  | George O'Brien Wyndham, III conte di Egremont |  |  |                                       |  |
| George Wyndham, I barone Leconfield |                |                              |                                      |  |  |       |  |  | George O'Brien Wyndham, III conte di Egremont |  |  |                                       |  |
|                                     |                | Elizabeth Ilive              | Abraham Ilive                        |  |  |       |  |  |                                               |  |  |                                       |  |
|                                     |                | Elizabeth Ilive              | Abraham Ilive                        |  |  |       |  |  |                                               |  |  |                                       |  |
|                                     |                | Elizabeth Ilive              | Cecillia                             |  |  |       |  |  |                                               |  |  |                                       |  |
| Percy Scawen Wyndham                |                | Elizabeth Ilive              |                                      |  |  |       |  |  |                                               |  |  |                                       |  |
|                                     |                | William Blunt                | Samuel Blunt                         |  |  |       |  |  |                                               |  |  |                                       |  |
|                                     |                | William Blunt                | Samuel Blunt                         |  |  |       |  |  |                                               |  |  |                                       |  |
|                                     |                | William Blunt                | Winifred Scawen                      |  |  |       |  |  |                                               |  |  |                                       |  |
| Mary Fanny Blunt                    |                | William Blunt                |                                      |  |  |       |  |  |                                               |  |  |                                       |  |
|                                     |                | Mary Martha Glanville        | John Glanville                       |  |  |       |  |  |                                               |  |  |                                       |  |
|                                     |                | Mary Martha Glanville        | John Glanville                       |  |  |       |  |  |                                               |  |  |                                       |  |
|                                     |                | Mary Martha Glanville        | Mary MacNiell                        |  |  |       |  |  |                                               |  |  |                                       |  |
| Mary Wyndham                        |                | Mary Martha Glanville        |                                      |  |  |       |  |  |                                               |  |  |                                       |  |
|                                     | Colin Campbell | John Campbell                |                                      |  |  |       |  |  |                                               |  |  |                                       |  |
|                                     | Colin Campbell | John Campbell                |                                      |  |  |       |  |  |                                               |  |  |                                       |  |
|                                     | Colin Campbell | Ann Carolina Campbell        |                                      |  |  |       |  |  |                                               |  |  |                                       |  |
| Guy Campbell, I baronetto           | Colin Campbell |                              |                                      |  |  |       |  |  |                                               |  |  |                                       |  |
|                                     |                | Mary Johnson                 | Guy Johnson                          |  |  |       |  |  |                                               |  |  |                                       |  |
|                                     |                | Mary Johnson                 | Guy Johnson                          |  |  |       |  |  |                                               |  |  |                                       |  |
|                                     |                | Mary Johnson                 | Mary Johnson                         |  |  |       |  |  |                                               |  |  |                                       |  |
| Madeline Campbell                   |                | Mary Johnson                 |                                      |  |  |       |  |  |                                               |  |  |                                       |  |
|                                     |                | Edward FitzGerald            | James FitzGerald, I duca di Leinster |  |  |       |  |  |                                               |  |  |                                       |  |
|                                     |                | Edward FitzGerald            | James FitzGerald, I duca di Leinster |  |  |       |  |  |                                               |  |  |                                       |  |
|                                     |                | Edward FitzGerald            | Emily Lennox                         |  |  |       |  |  |                                               |  |  |                                       |  |
| Pamela FitzGerald                   |                | Edward FitzGerald            |                                      |  |  |       |  |  |                                               |  |  |                                       |  |
|                                     |                | Stéphanie Caroline Anne Syms | Louis-Philippe II de Bourbon-Orléans |  |  |       |  |  |                                               |  |  |                                       |  |
|                                     |                | Stéphanie Caroline Anne Syms | Louis-Philippe II de Bourbon-Orléans |  |  |       |  |  |                                               |  |  |                                       |  |
|                                     |                | Stéphanie Caroline Anne Syms | Félicité Genlis                      |  |  |       |  |  |                                               |  |  |                                       |  |
|                                     |                | Stéphanie Caroline Anne Syms |                                      |  |  |       |  |  |                                               |  |  |                                       |  |